# Jean Lambert (general)
Jean Lambert, francoski general, * 1586, † 1665.